# Liste der denkmalgeschützten Objekte in Kallham
Die Liste der denkmalgeschützten Objekte in Kallham enthält die denkmalgeschützten, unbeweglichen Objekte der Gemeinde Kallham in Oberösterreich (Bezirk Grieskirchen).

## Denkmäler
| Foto |                 | Denkmal                                                               | Standort                              | Beschreibung | Metadaten |
| ---- | --------------- | --------------------------------------------------------------------- | ------------------------------------- | --- | --- |
| ja   | Datei hochladen | Kath. Pfarrkirche Mariae Himmelfahrt HERIS-ID: 52198 Objekt-ID: 58651 | bei Kallham 13 Standort KG: Kallham   | Jakob Pawanger errichtete die Pfarrkirche Mariae Himmelfahrt in den Jahren von 1713 bis 1718. Dabei wurde der gotische Turm der Vorgängerkirche in den Bau integriert. Nach einem Brand im Jahre 1891 wurden Turmhelm und das Gewölbe des einschiffigen, vierjochigen Langhauses erneuert. Die Kirche hat an beiden Seiten des Schiffes je eine elliptisch gewölbte Kapelle. Der halbelliptische Chor ist eingezogen, hat eine elliptische Flachkuppel und zwei Joche. Auffallend sind die Stuckverzierungen an den Gewölben und Fenster, sowie die Gliederung durch korinthische Kolossalpilaster. Die Altäre entstanden zwischen 1715 und 1730. | BDA-Hist.: Q23541804 Status: § 2a Stand der BDA-Liste: 2025-06-30 Name: Kath. Pfarrkirche Mariae Himmelfahrt GstNr.: .4 Pfarrkirche Kallham |
| ja   | Datei hochladen | Kath. Filialkirche hl. Laurentius HERIS-ID: 52208 Objekt-ID: 58685    | bei Kimpling 25 Standort KG: Kimpling | Der kleine spätgotische Bau hat ein Schiff mit drei Jochen und einen zweijochigen Chor. Der Chor hat einen Dreiachtelschluss und ein unregelmäßiges Netzrippengewölbe. Die Sakristei wurde im Barock errichtet. Der Turmaufsatz mit Zwiebelhelm und Laterne ist barock, der Unterbau stammt noch aus der gotischen Epoche. Die Altäre sind aus dem zweiten Viertel des 18. Jahrhunderts. | BDA-Hist.: Q23541644 Status: § 2a Stand der BDA-Liste: 2025-06-30 Name: Kath. Filialkirche hl. Laurentius GstNr.: 439 Filialkirche Kimpling |